# Songs of Faith and Devotion
Songs of Faith and Devotion — восьмий студійний альбом гурту Depeche Mode. Виданий 22 березня 1993 року лейблом Mute Records. В порівнянні з попередніми релізами колективу у цьому альбому більше гітарних композицій. Загальна тривалість композицій становить 47:26. Альбом відносять до напрямку поп-музика, рок. В підтримку альбому гурт вирушив у чотирнадцятимісячне концертне турне Devotional Tour. Відповідно до даних за 2006 рік у США було продано 950 000 примірників альбому Songs of Faith and Devotion.

## Список пісень
1. I Feel You — 4:35
2. Walking in My Shoes — 5:35
3. Condemnation — 3:20
4. Mercy in You — 4:17
5. Judas — 5:14
6. In Your Room — 6:26
7. Get Right With Me — 3:32
8. (прихований трек) Interlude No. 4 — 0:55
9. Rush — 4:37
10. One Caress — 3:30
11. Higher Love — 5:56